# Lago di Marmara
Il lago di Marmara (in turco: Marmara Gölü) è un lago salato alluvionale di sbarramento situato a sud della città di Gölmarmara nella provincia di Manisa. Esso è situato nella regione dell'Egeo.

## Storia
Nelle prime fasi della storia anatolica il lago, trovandosi a breve distanza dalla loro capitale, Sardi, era famoso come centro di villeggiatura per i Lidi: nel corso della storia fu chiamato con vari nomi, i più notevoli dei quali erano "Lago Gyges" o "Lago Gygae", e "Lago Coloe" o "Lago Koloe".

## Geografia
il lago si trova sul margine settentrionale di una pianura alluvionale attraversata dal fiume Gediz. La città capoluogo di distretto di Gölmarmara si trova a soli 10 km a nord del lago. La città di Salihli e le rovine dell'antica capitale della Lidia, Sardi, si trovano a 15 km a sud-sud-est del lago. La superficie del lago è inferiore a 44,5 km².
L'area in cui si trova il lago è una fossa circondata da colline a ovest e a nord, mentre la parte orientale è aperta verso la pianura del Gediz e quella nord-occidentale verso la piana di Akhisar. Ciò conferisce al lago di Marmara il carattere di un lago di sbarramento. Lungo la sua sponda del lago sud-orientale si trova una diga di terra, la diga di Gördes.  Il lago è in una fossa chiusa e le sue acque sono salate. Il livello del lago nel bacino della depressione del Gediz è inferiore al livello della piana del Gediz. Prima di essere convertito in un serbatoio esso era un bacino chiuso, senza deflusso naturale, in quanto la zona del lago è più bassa rispetto alla zona circostante, in particolare del fiume Gediz. Il lago veniva così alimentato dalle acque piovane, dalle sorgenti di Akpınar e dal torrente Sheikh Abbas. Oggi invece sono attivi canali di alimentazione del lago provenienti dal fiume Gediz (che scorre a sud del lago) attraverso il torrente Demrek e a nord attraverso il ruscello Kum. Questi canali trasportano le acque dei torrenti, che sono particolarmente abbondanti in tarda primavera, verso il lago. Il Gediz si allaccia inoltre a un canale di drenaggio, il Sulama kanalı, proveniente dal lago, in un punto a sud del lago stesso. Il bacino viene utilizzato per irrigare le aree arabili a sud della diga.
Oltre ad essere un centro ricreativo per la provincia nel suo insieme, il lago di Marmara è anche una risorsa importante per la pesca e l'irrigazione agricola e una Important Bird Area.

## Fauna

### Ittiofauna
Le specie ittiche endemiche appartenenti al fiume Gediz e all'Anatolia occidentale presenti nel lago sono: Capoeta bergamae, Chondrostoma holmwoodii, Cobitis fahirae, Knipowitschia mermere: al lago appartiene la specie endemica del Ladigesocypris mermere. Nel 1992 il lago si prosciugò perdendo la sua popolazione ittica.

### Avifauna

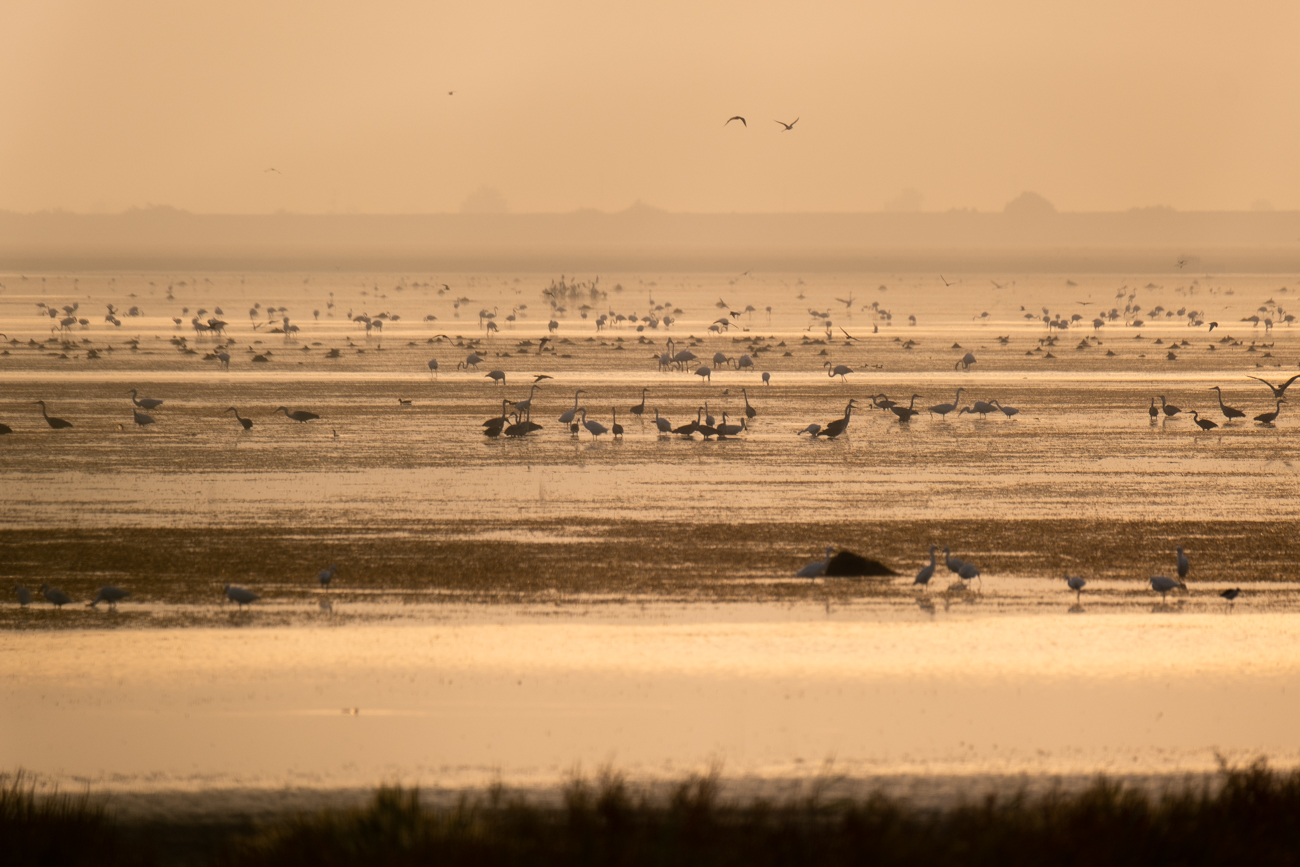
Uccelli acquatici nel lago

Con 144 specie di uccelli acquatici, il lago appartiene alla lista delle aree umide di importanza internazionale. L'avocetta, il pellicano crespo, il tarabusino, la casarca, l'airone bianco maggiore, il fischione, la moretta tabaccata, il moriglione, il mignattino piombato e la pavoncella spinosa sono le specie importanti stanziali nella zona: in particolare l'avocetta, il gobbo rugginoso, il marangone minore, il pellicano crespo, la casarca, il fischione, l'airone bianco maggiore, la moretta tabaccata, il moriglione trascorrono l'inverno nel lago. Lo svasso maggiore, la garzetta, l'airone cenerino, lo svasso piccolo, la nitticora, la spatola, l'airone rosso, l'oca selvatica, il cigno, il germano reale, la canapiglia, il moriglione, la marzaiola, i recurvirostridi e la folaga comune sono altre specie stanziali nella regione..